# Lisovyk
Lisovyk (ukrainska:  Лісовик, Lisovyk) är en mytologiskt väsen i ukrainsk mytologi som enligt legenden var förkroppsligat i en mycket lurvig, gammal gubbe. 
I versdramat Skogsången (ukrainska: Лісова пісня: Lisova pisnja) av Lesia Ukrajinka beskrivs den som Lisovyk - liten, skäggig gubbe, med snabba rörelser och det ärevördiga ansiktet. Klädd i barkens bruna färger, i en hårig mössa av mård. Dennes utmärkande drag var avsaknaden av skugga. Han var symbol för den fara som väntade människan i skogen. 
Beskrivningen av Lisovyk liknar den av andra mytologiska väsen: Mavok, Tjuhaistra, Huhy och Blud. Han kastar folk ur vägen och skadar dem på alla sätt. Det finns inom ukrainsk etnografi en syn på Lisovyk som "herde mot odjuren", nämligen att han skyddar små djur från rovdjur och jägare. Lisovyker bildade i skogarna egna familjer och levde där som normala människor.